# Aïn Ferah
Aïn Ferah è un comune dell'Algeria, situato nella provincia di Mascara.